# ЗХО-Тесла (Харків)
«ЗХО-Тесла»  — український жіночий футзальний клуб з Харкова, на північному-сході країни. Починаючи з сезону 2016/17 років виступає в жіночій Вищій лізі України.

## Хронологія назв
- 2015: ЖФК «Тесла» (Харків)
- 2019: ЖФК «ЗХО-Тесла» (Харків)

## Історія
Футзальний клуб «Тесла» заснований 15 грудня 2015 року у Харкові з ініціативи поціновувача футзалу Данила Єрьомки. У сезоні 2016/17 років команда увійшла до Вищої жіночої ліги з футзалу, посівши останнє четверте місце з одним очком. У наступному сезоні 2017/18 років вийшла на третє місце в чемпіонаті України, а в Кубку вийшла до фіналу. Потім у наступні два сезони команда стала віце-чемпіоном країни, а в 2021 році виграла чемпіонат України. Влітку 2019 року клуб налагодив співпрацю з Національним економічним університетом у Харкові, де навчалося багато гравців з Харківської області, а потім змінив назву на «ЗХО-Тесла» (ЗХО — абревіатура від «Збірна Харківської області»).

## Клубні кольори, форма, герб, гімн
| Сірий | Помаранчевий |

Клубні кольори — сірий та помаранчевий. Футзалістки зазвичай грають свої домашні матчі в чорних футболках з тонкими горизонтальними помаранчевими смужками, чорних шортах і чорних шкарпетках.

## Досягнення
- Вища ліга України
  -  Чемпіон (1): 2020/21
  -  Срібний призер (2): 2018/19, 2019/20
  -  Бронзовий призер (1): 2017/18
- Кубок України
  -  Фіналіст (1): 2017/18
- Суперкубок України
  -  Фіналіст (1): 2018

## Структура клубу

### Зала
Свої домашні матчі команда проводить у спортивній залі комплексу «Каразинський», який знаходиться за адресою вул. Отокара Яроша 14 у Харкові.

### Інші секції
Клуб, окрім основної команди, має другу команду КСДЮШОР «Динамо-Тесла-2», яка також у сезоні 2020/21 років виступала у Вищій лізі, «Тесла-3» та дитячий «Тесла-Кідс», який виступав в міських турнірах.

### Дербі
- «Меццо-ЗХО» (Харків)

## Відомі тренери
- Василь Сухомлинов (2015-н.ч.)